# Болгаро-словацкие отношения
Болгаро-словацкие отношения — двусторонние дипломатические отношения между Болгарией и Словакией. Отношения были установлены 1 января 1993 года.

## История отношений
Изначально Третье Болгарское царство устанавливало дипломатические отношения с Чехословакией в 1920 году. Впервые Болгария установила дипломатические отношения с Словакией в 1939-1945 годах, когда словакия была временно независима во время Второй мировой войны как Словацкая республика. Дипломатические отношения между современными странами были установлены 1 января 1993 года.

## Торговля

### Экспорт Болгарии в Словакию
В 2021 году Болгария экспортировала в Словакию 356 миллионов долларов. Основные продукты экспорта в Словакию: землеройная техника (47,8 млн долларов), необработанный цинк (30,5 млн долларов) и промышленные жирные кислоты, масла и спирты (25,7 млн долларов). За последние 26 лет экспорт Болгарии в Словакию увеличился в годовом исчислении на 14,5%, с 10,5 млн долларов в 1995 году до 356 млн долларов в 2021 году.

### Экспорт Словакии в Болгарию
В 2021 году Словакия экспортировала в Болгарию 676 миллионов долларов. Основные продукты экспорта в Болгарию: радиовещательное оборудование (137 млн долларов), видео дисплеи (83,7 млн долларов) и автомобили (28,2 миллиона долларов). За последние 26 лет экспорт Словакии в Болгарию увеличился в годовом исчислении на 15,1%, с 17,3 млн долларов в 1995 году до 676 млн долларов в 2021 году.

## Дипломатические миссии
- У Болгарии есть посольство в Братиславе[5]
- У Словакии есть посольство в Софии[6]